# إرفينغ تايلور (ملحن)
إرفينغ تايلور (بالإنجليزية: Irving Taylor)‏ هو كاتب أغاني وملحن أمريكي، ولد في 8 أبريل 1914، وتوفي في 3 ديسمبر 1983.

## وصلات خارجية
- إرفينغ تايلور على موقع IMDb (الإنجليزية)
- إرفينغ تايلور على موقع ميوزك برينز (الإنجليزية)
- إرفينغ تايلور على موقع ديسكوغز (الإنجليزية)